# موران ألتان خوجا
موران ألتان خوجا (21 سبتمبر 1989 بأولان باتور في منغوليا - ) هو لاعب كرة قدم منغولي في مركز الوسط. شارك مع منتخب منغوليا لكرة القدم. أما مع النوادي، فقد لعب مع Ulaanbaataryn Unaganuud FC ‏ وماكفا شاباتس ‏ وBulgan SP Falcons ‏ وKrabi F.C. ‏ وPT Satun F.C. ‏.

## وصلات خارجية
- موران ألتان خوجا على موقع الاتحاد الدولي (مؤرشف)  (الإنجليزية)
- موران ألتان خوجا على موقع قاعدة بيانات كرة القدم.إي يو (الإنجليزية)
- موران ألتان خوجا على موقع ناشيونال فوتبول تيمز (الإنجليزية)
- موران ألتان خوجا على موقع Soccerway.com (الإنجليزية)
- موران ألتان خوجا على موقع عالم كرة القدم.نت (الإنجليزية)